# 大唐华银电力
大唐华银电力股份有限公司（简称：华银电力；上交所：600744）为一家办公注册于湖南省长沙市的上市股份制公司，主营电力生产、销售，兼营电力工程施工、房地产开发及高科技项目开发等业务。2010年，公司营业收入967,014.14万元，净利润71,164.80万元。公司注册与办公地点位于长沙市芙蓉中路三段255号。
大唐华银电力股份有限公司为1993年1月16日定向募集而设立；1993年3月15日，公司设立时实收股本为2.88亿元；1996年9月5日于上海证券交易所上市交易。2003年9月，因应国家电力体制改革，湖南省电力公司持有的公司股份被全部行政划转给中国大唐集团公司；2006年7月，公司完成股权分置改革，公司法人治理结构进一步完善。到2010年12月31日，公司总股本从上市时的19,200万股扩展至35,101.63万股，总资产1,449,426.80万元。